# ديفيد لوزانو
ديفيد لوزانو (بالإسبانية: David Lozano Riba)‏ هو دراج إسباني، ولد في 21 ديسمبر 1988 في تاراسا في إسبانيا.

## وصلات خارجية
- ديفيد لوزانو على موقع الاتحاد الدولي للدراجات (الإنجليزية)
- ديفيد لوزانو على موقع أرشيف الدراجات (الإنجليزية)
- ديفيد لوزانو على موقع إحصائيات الدراجات الإحترافية (الإنجليزية)
- ديفيد لوزانو على موقع نسبة الدراجات (الإنجليزية)
- ديفيد لوزانو على موقع CycleBase (الإنجليزية)